# Hofanlage Nienburger Straße 17
Die Hofanlage Nienburger Straße 17 in Bassum-Neubruchhausen, 8 km östlich vom Kernort Bassum entfernt, wurde im 19. Jahrhundert gebaut.
Das Ensemble ist ein Baudenkmal in Bassum.

## Geschichte
Die Hofanlage besteht aus

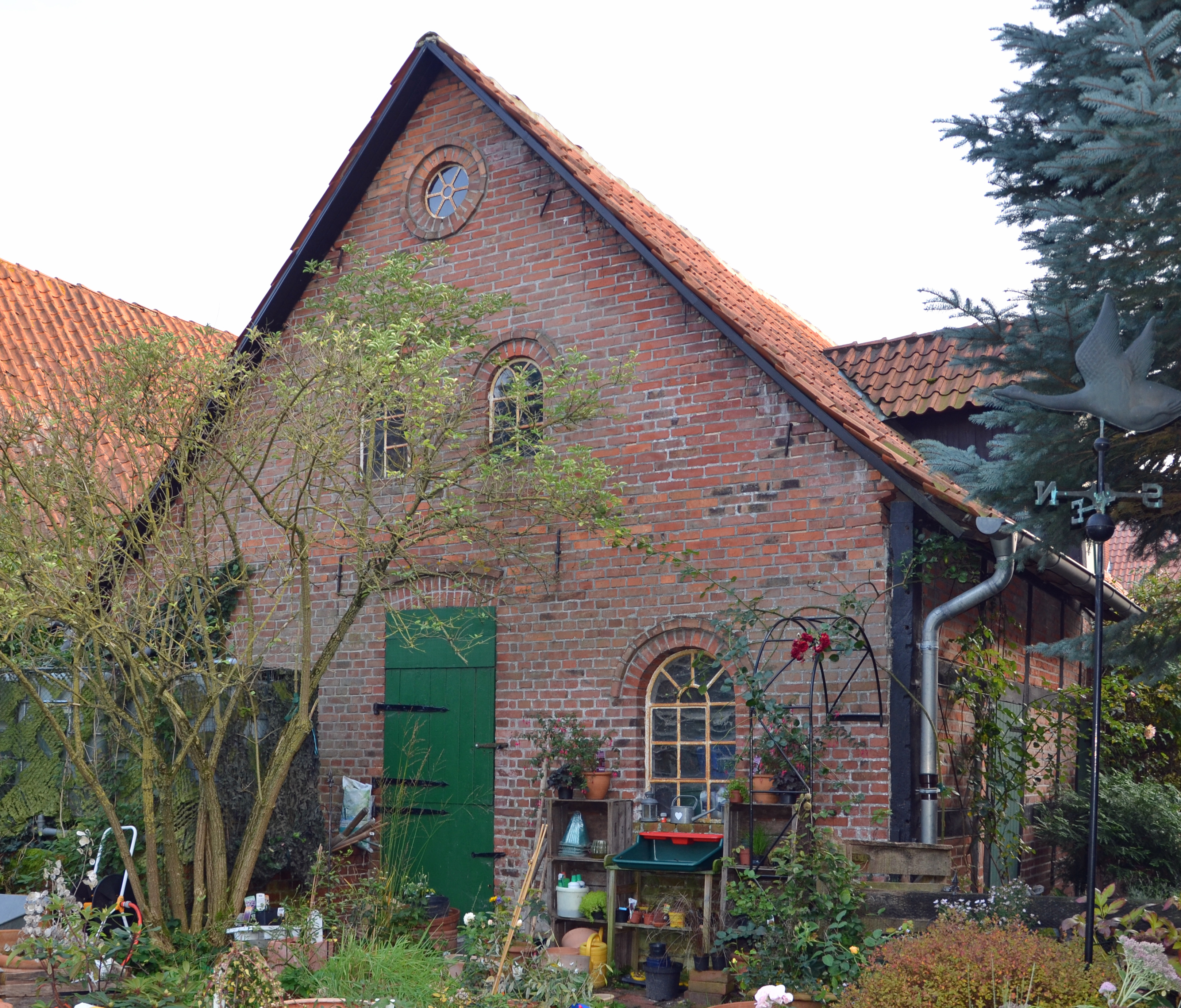
Stall

- dem giebelständigen Wohn- und Wirtschaftsgebäude als Zweiständer-Hallenhaus in Fachwerk mit Steinausfachungen und Krüppelwalmdach, für Diedrich Wolters und Anne Wolters gebaut, Inschrift im Giebelbalken und über der Grooten Door,
- dem vermutlich später verklinkertem Stall mit Satteldach und Gaube,
- den weiteren nicht denkmalgeschützten Nebengebäuden.